# Isabel Wilder
Pour les articles homonymes, voir Wilder.
Isabel Wilder, née le  13 janvier 1900 à Madison (Wisconsin) et morte le 27 février 1995 à Hamden dans le Connecticut,, est une romancière, biographe et mécène américaine. Elle est l'une des sœurs du dramaturge Thornton Wilder dont elle fut agent littéraire, porte-parole et biographe,.

## Biographie
Isabel Wilder est l'une des filles d'Isabella et d'Amos Parker Wilder, éditeur du Wisconsin State Journal. Le soutien de son père à la campagne présidentielle de Theodore Roosevelt, vaut à celui-ci un poste diplomatique et conduit la famille à Hong Kong, en 1906. Famille qui outre Isabel et ses parents compte quatre autres enfants, l'aîné poète et théologien Amos (1895–1993), le dramaturge Thornton (1897–1975), la poétesse Charlotte (1898-1980) et la zoologue Janet (en) (1910-1994).
L'enfance et les études d'Isabel Wilder sont passablement bouleversées par les déménagements successifs de la famille, départ en Chine en 1906, retour aux États-Unis, en 1912, à Berkeley en Californie, puis, en 1915, installation à Hamden dans le Connecticut,. Elle entreprend cependant, en 1924, des études d'arts dramatiques à l'Université Yale, dont elle sort diplômée en 1928. Elle fait partie de la première volée de la nouvelle faculté, la Yale School of Drama (en), qui se nommait alors Department of Drama.
Pendant et après ses études, elle assiste son frère Thornton dont la célébrité va croissant, en 1928 déjà, il a reçu son premier Prix Pulitzer pour son roman The Bridge of San Luis Rey. Elle se charge par exemple de l'édition de son The long Christmas dinner, and other plays, en 1931. À la même époque, elle publie ses propres romans, Mother and Four (1933), Heart Be Still (1934) et Let Winter Go (1937). Elle poursuit néanmoins son travail auprès de son frère, Thornton, contribuant de diverses manières à ses ouvrages. Après la mort de celui-ci, en 1977, elle se charge de la publication de ses œuvres inédites, comme un opéra The Alcestiad (1977), American Characteristics and Other Essays, en 1979, qu'elle préface, tout comme The Journals of Thornton Wilder 1939-1961, en 1985. En mémoire de son frère, Isabel Wilder fonde, en 1978, le « Thornton Niven Wilder Prize », un prix pour la traduction en langues étrangères des œuvres littéraires américaines qui est décerné annuellement par l'Université Columbia. Isabel Wilder, meurt le 27 février 1995 dans la maison familiale de Hamden dans le Connecticut. Dernière survivante de la famille Wilder, elle repose avec eux au Mount Carmel Cemetery de Hamden.

## Publications (sélection)
- Mother and four, New York, Coward, McCann, 1933.
- Heart, be still, New York, Coward, McCann, Inc., 1934.
- Let winter go, New York, Coward-McCann, Inc., 1937.